# The Little Fire Chief
The Little Fire Chief er en amerikansk stumfilm fra 1910.